# 韋昭
韋 昭（い しょう）は、中国三国時代の呉の政治家・儒学者・歴史家。字は弘嗣。揚州呉郡雲陽県の人。子は韋隆。
『三国志』呉志 では韋曜と記載されている。これについて、裴松之は注の中で、晋の司馬昭と諱が同じであることを避けるための（避諱）とするが、清の銭大昕は、『三国志』では「昭」の名を持つ人物が多数見られ、「薛綜伝」の中には、韋曜と連名で周昭なる人物が挙げられている箇所があることから、元々「韋曜」という名も持っていたのであろうと推測する。

## 略歴
丞相府の役人をはじめに、西安県令・尚書郎を務め、太子中庶子に昇進して当時の皇太子である孫和に仕えた。この頃に孫和の命を受けて、『博奕論』を著して博奕（六博や囲碁）を批判している。
孫亮が即位すると、諸葛恪の推薦を受け太史令となり、華覈や薛瑩らと共に『呉書』の編纂を担当した。孫休には盛沖と共に侍講への就任を望まれたが、政治を専断していた側近の張布に阻止された。
孫晧の代には当初は寵愛を受け、高陵亭侯・侍中・左国史に採り立てられた。
しかし、よく正論を吐き、孫晧の意に沿わぬ言動が重なったため、次第に冷遇されるようになった。『呉書』において孫晧の父の孫和の本紀を立てるよう命じられた際、太子で終わった孫和には伝を立てるべきと回答し、これを拒否したことがその一例である。
憂いと病気を理由に辞任を要望したものの、孫晧は医者と薬を送り任務を続行させた。また、酒が苦手であった韋昭に対し、酒好きであった孫晧は飲酒を無理強いした。さらに、孫晧が側近を酒宴に同席させて、群臣の欠点を論うことをよく要求したが、韋昭はこの風潮を良しとせず積極的に同調しなかった。
鳳凰2年（273年）に投獄された。韋昭は『官職訓』・『弁釈名』を献上し赦免を請い、華覈も「韋昭は『呉書』を完成させるためになくてはならない人材だから」と述べて何度も助命嘆願をしたが、結局処刑された。家族は零陵に配流された。
年齢について、華覈が上記の嘆願文中で「年七十になり」と述べていることから、享年は70以上と推定される。
著作には『毛詩答雑問』・『孝経解賛』・『弁釈名』・『呉書』・『洞記』・『漢官典職儀式選用』・『国語注』がある。『国語注』は現存し、春秋外伝『国語』の注として重要な書物である。また唐代に成立した正史『宋書の「楽志」には、歴代王朝の兵士の士気高揚と慰安を兼ねた軍楽である鼓吹曲が収められており、その中に韋昭作の曲が12篇が含まれている。
なお小説『三国志演義』には登場しない。

## 『呉書』について
韋昭たちが執筆した『呉書』は、陳寿の書いた『三国志』の参考資料の一つとして挙げられるのみならず、『三国志』の 呉志 の部分は、韋昭らの『呉書』に基づき、それを編集したものであろうと推測される。ただ、『呉書』は編纂者たちの相次ぐ処刑や呉の滅亡などもあって完成しなかったようで、陳寿の『三国志』呉志 において列伝の一部がぶつ切れていることや、重要人物の列伝が立てられていないのもこのためだと思われる。呉の初代丞相だった孫邵の列伝が存在しないのは、韋昭が孫邵に敵対する派閥の流れであったため、筆を曲げたからだという説もある。

## 韋昭が登場する文学作品
- 『三国志博奕伝』（文春文庫）：韋昭が主人公の小説。